# Demonax literatus
Demonax literatus là một loài bọ cánh cứng trong họ Cerambycidae.